# Cervalces
Cervalces (лат., буквально: олень-лось) — род вымерших оленей, которые жили в плиоценовую и плейстоценовую эпохи. Cervalces gallicus, вероятно, предок оленелосей (которого также иногда относят к роду Libralces), жил в Европе от плиоцена до плейстоценовых слоев. Cervalces scotti жил в плейстоцене на территории Северной Америки. Широколобый олень-лось (Cervalces latifrons) и Cervalces carnutorum были найдены в плейстоценовых слоях Европы и Азии.